# 大審問官 (ドストエフスキー)
『大審問官』（だいしんもんかん、ロシア語：Вели́кий инквизи́тор）は、フョードル・ドストエフスキーの小説『カラマーゾフの兄弟』における作中作。
第2部第5編「Pro et Contra」の第5章として、カラマーゾフ3兄弟の皮肉屋の次男イヴァンが、自作の劇詩を、敬虔な三男アレクセイに語って聞かせる形式で載せられている。

## あらすじ
時に16世紀、地上の人間たちの苦しみに心を寄せるイエス・キリストは、ふと思い立って、スペイン異端審問が猛威を振るう最中のセビリアに再臨した。これはヨハネの黙示録で約束された荘厳なものではなく、ただひと時でも人間たちに寄り添うための、密やかなものだった。
イエスの姿を一目見た民衆は、すぐさま彼こそ救い主であると悟り、ぞろぞろと彼の後をついて歩きだした。イエスは目を患った老人を癒したり、幼くして命を喪った少女を蘇生させたりしながら、セビリア寺院の玄関に差し掛かった。
そこに現れたのは、90歳近い高齢ながらも矍鑠とした大審問官であった。群衆に囲まれたイエスを見て取った大審問官は、護衛に命じて彼を捕縛し、神聖裁判所の牢へとつないだ。敢えて大審問官に逆らおうとする者は、誰もいなかった。
その夜、大審問官はひとりで牢を訪れると、囚われの人に尋ねた。
「おまえはイエスか？」
しかしイエスは何も答えない。それでも大審問官は一方的に話し続けた。
「そうだろう、おまえは何も言えやしない。言うべきことはずっと昔に言ってしまったし、それに付け加えることなどありはしないのだから。明日の裁判では、おまえを邪悪な異教徒と断ずることにする。そうなれば今日はお前に額づいていた民衆が、率先してお前を焼く火を焚くようになるだろう。それをわかっているのか？ わかっているのであろうな」
イエスを睨みながら、大審問官はなおも語る。
「おまえが出て来たばかりの天国の秘密を、何かひとつでも我々に伝える権利が、おまえにあるのか？ あるはずがない。それは、人間たちの自由を侵さないためだ。1500年前に語った事柄に、新しいものを付け加えようとすれば、人間たちの信仰の自由を危うくしてしまうからだ。そして今、おまえは彼らの自由な姿を見た。彼らは自分たちが自由であると信じている。実際は、彼らが進んでその自由を我々に捧げてくれたのだがな。おまえが望んだのは、こんなことではあるまい？」
大審問官は、荒野の誘惑を引き合いに出した。
「『石ころをパンに変えてみせろ』という問いに対し、『人はパンだけで生きるものではない』とおまえは答えた。パンを得る代償が服従であったなら、自由は喪われてしまうからだ。しかしそのために人間は、自らの意志で善と悪を決めねばならなくなった。また『この高所から飛び降りて見せろ』という問いに対し、おまえは『神を試みてはならない』と拒んだ。そんな奇跡など起こさなくても、人々が神と共に暮らしていけると信じて。だが人間は神よりもむしろ、奇跡を求めるものだ。おまえは人間たちを買いかぶった。おまえの期待に応えられる強き者が少しばかりいたとして、それよりももっと大勢の、天上の救いよりも地上のパンを選んでしまう弱き者たちは、いったいどうなるのだ？ 数えきれない弱き者たちは、優れた強き者たちの材料に過ぎないというのか？ そして『世界の国々に君臨する権威を与えよう』という問いをも、おまえは否定した。羊の群れを迷えるままにしたのだ。その群れを呼び集め、従わせるのは我々だ」
そうまくし立てた大審問官を、イエスは黙って見つめていた。そして無言のままに、そっと大審問官に口づけした。
「出ていけ、二度と戻ってくるな！」
大審問官は牢の扉を開け放ち、イエスを暗い街並みへと放逐した。老人の胸には先ほどの口づけが燃えさかっていたが、それでも自らの理想に踏みとどまるのだった。

## 考察
『カラマーゾフの兄弟』本編と、この『大審問官』との関係について、確かなことははっきりしていない。一説によれば、ドストエフスキーは青年時代から『大審問官』のテーマを温めていたのだが、一編の独立した作品として書き上げられるほど長生きできないことを悟って、『カラマーゾフの兄弟』の中に組み入れたのだという。もしこの説が正しければ、以下の2つの推論が成り立つ。すなわち「実のところ両作品は互いに不可欠なものではない」あるいは「『大審問官』への答えとして『カラマーゾフの兄弟』が書かれた」である。
多くの評論で『大審問官』が独立した作品のように取り上げられていること、また逆に『大審問官』を省いた『カラマーゾフの兄弟』の縮約版が存在することから、両作品が互いに無関係という考え方は現実にあると言える。
しかしその一方で、『大審問官』と前章「反逆」で示されたイヴァンによる「神の力強い否定」に対し、『カラマーゾフの兄弟』の残りの部分が「解答」を成していると、ドストエフスキー自身が手帖に記しているのである。